# Shō Takahashi
Shō Takahashi (japanisch 高橋 頌; * 2. Januar 1995) ist ein japanischer Volleyballspieler.

## Karriere
Takahashi begann seine Karriere im Alter von sechs Jahren. Nach dem Studium spielte er in der japanischen Heimat für Saitama Azalea. 2018/19 war der Libero in der Mongolei bei Altain Bars aktiv. Von dort wechselte er im Januar 2020 zum polnischen Verein LUK Lublin. 2021/22 spielte Takahashi in Finnland für Team Lakkapää. Danach kehrte er nach Polen zurück, wo er zwei Jahre bei AZS Częstochowa spielte. Die Saison 2024/25 verpasste er wegen einer Verletzung an der Schultersehne. 2025 wurde Takahashi vom deutschen Erstligisten SVG Lüneburg verpflichtet.